# Abera Kuma
Abera Kuma Lema, né le 31 août 1990 à Ambo, est un athlète éthiopien, spécialiste des courses de fond.

## Biographie
En 2007, il se classe cinquième de l'épreuve du 5 000 mètres lors des Championnats du monde cadets d'Ostrava. En 2009, à Bambous, il s'adjuge le titre des Championnats d'Afrique juniors (13 min 42 s 53) devant les Kényans John Mwangangi et Kennedy Kithuka. En fin de saison 2009, il porte son record personnel sur la distance à 13 min 29 s 40 à l'occasion du Mémorial Van Damme de Bruxelles.
Sélectionné dans l'équipe senior d’Éthiopie lors des Championnats du monde de cross disputés en mars 2010 à Bydgoszcz, en Pologne, Abera Kuma prend la seizième place de l'épreuve individuelle, et remporte la médaille de bronze du classement par équipes en compagnie de Gebre Gebremariam, Hunegnaw Mesfin et Azmeraw Bekele, derrière le Kenya et l'Érythrée. Pour ses débuts dans la Ligue de diamant, au meeting Golden Gala de Rome, il porte son record personnel du 5 000 m à 13 min 07 s 83.
En 2011, il est disqualifié des Championnats du monde de cross, à Punta Umbría, après une altercation dans les derniers mètres de course avec l’Érythréen Samuel Tsegay, déclassé également. Lors des Championnats d’Éthiopie sur piste d'Addis-Abeba, il remporte son premier titre national dans l'épreuve du 5 000 m (13 min 40 s 0). Il établit par la suite les temps de 13 min 00 s 15 sur 5 000 m à Rome et 27 min 22 s 54 sur 10 000 m à Eugene. Lors des Championnats du monde de Daegu, Abera Kuma termine sixième de la finale du 5 000 m (13 min 25 s 50), mais il est finalement reclassé à la cinquième place après la disqualification de son compatriote Imane Merga.
En 2015 il est le vainqueur du Marathon de Rotterdam (2.06.47).

### Palmarès
| Date | Compétition                    | Lieu      | Résultat | Épreuve     |
| ---- | ------------------------------ | --------- | -------- | ----------- |
| 2007 | Championnats du monde cadets   | Ostrava   | 5e       | 3 000 m     |
| 2009 | Championnats d'Afrique juniors | Bambous   | 1re      | 5 000 m     |
| 2010 | Championnats du monde de cross | Bydgoszcz | 16e      | Individuel  |
| 2010 | Championnats du monde de cross | Bydgoszcz | 3e       | Par équipes |
| 2011 | Championnats du monde          | Daegu     | 5e       | 5 000 m     |
| 2013 | Championnats du monde          | Moscou    | 5e       | 10 000 m    |

### Records
| Épreuve  | Performance    | Lieu       | Date         |
| -------- | -------------- | ---------- | ------------ |
| 5 000 m  | 13 min 00 s 15 | Rome       | 26 mai 2011  |
| 10 000 m | 26 min 52 s 85 | Sollentuna | 27 juin 2013 |